# Дент (окръг, Мисури)
Окръг Дент (на английски: Dent County) е окръг в щата Мисури, Съединени американски щати. Площта му е 1955 km², а населението - 15 199 души. Административен център е град Сейлъм.